# Rynek Śródecki
Rynek Śródecki – dawniej rynek w Poznaniu stanowiący centralny plac Śródki; obecnie nazwa ulic znajdujących się na części jego obszaru.

## Historia i architektura
| Nazwa          | Okres     |
| -------------- | --------- |
| Rynek Śródecki | 1201–1800 |
| Schrodkamarkt  | 1800–1919 |
| Rynek Śródecki | 1919–1939 |
| Heinrichplatz  | 1939–1945 |

Przed wiekami na Rynku Śródeckim stał ratusz (w miejscu obecnej kamienicy, w której mieści się poczta), a do lat 60. Rynek miał powierzchnię większą niż Stary Rynek. Zmieniło się to w związku z powstaniem trasy Chwaliszewskiej (ul. Wyszyńskiego), kiedy zburzono część kamienic (pierzeja południowa, jedna kamienica pierzei wschodniej). Spora część Rynku Śródeckiego została też wcześniej zniszczona w czasie wojny.
Przy pozostałej części Rynku znajduje się m.in. kościół św. Małgorzaty  oraz  klasztor filipinów, a do 2010 roku znajdowało się tu również kino Malta.
Od obecnego Rynku Śródeckiego odchodzą ulice: Bydgoska, Filipińska, Śródka i Wyszyńskiego. Nie istnieje już zaułek Katarzyński, który zawdzięczał swą nazwę temu, że niegdyś prowadził do znajdującego się na Cybinie młyna sióstr katarzynek.
Na budynku pod numerem 15 wisi tablica pamiątkowa o następującej treści:

W tym budynku, po wkroczeniu Niemców do Poznania w roku 1939, powstaniec wielkopolski i działacz harcerski dh Zygmunt Radtke, przechowywał sztandar z poznańskiej drużyny harcerzy im. Kazimierza Wielkiego – Śródka. Aresztowany za działalność konspiracyjną przez Gestapo w 1943 r., zginął w obozie koncentracyjnym Matthausen.

 Tablicę odsłonięto 27 grudnia 1998 w 80. rocznicę Powstania Wielkopolskiego.
Na budynku przy ul. Śródka 3/Rynek Śródecki/Filipińska (naprzeciwko śródeckiego kościoła) znajduje się trójwymiarowy mural zatytułowany Opowieść śródecka z trębaczem na dachu i kotem w tle, odsłonięty 1 października 2015. Mural zajmuje dwie ściany kamienicy: wschodnią od strony rynku (główna część) i północną od strony ul. Filipińskiej. Malowidło powstało w oparciu o zdjęcie pochodzące z lat 20. XX wieku.